# Alternatív metal
Az alternatív metal egy zenei stílus, amely a heavy metal és az alternatív rock zenei stílusok fúziójából jött létre az Egyesült Államokban az 1980-as évek végén. Az alternatívmetál-együttesek nem alkottak egységes színteret, tevékenységük közös pontja a kísérletezés, a heavy metal határainak kitolása volt, más rockzenei stílusok (például: noise rock, funk-rock, grunge, art rock, hiphop, post-punk, indusztriális zene) beolvasztásával. Népszerűségének csúcsát a mozgalom az 1990-es évek közepén érte el.